# Thamnophis bogerti
Thamnophis bogerti là một loài rắn trong họ Rắn nước. Loài này được Rossman & Burbrink mô tả khoa học đầu tiên năm 2005.